# Hanns H. Kuhnert
Hanns H. Kuhnert (* 4. April 1901 in Berlin; † 29. Juli 1974 ebenda) war ein deutscher Filmarchitekt und Filmkaufmann.

## Leben und Wirken
Der Sohn des Intendanten Hans Wilhelm Kuhnert (Jahrgang 1874) besuchte die Schule bis zur Obersekunda und absolvierte eine kaufmännische Lehre sowie die Handelsschule in seiner Heimatstadt Berlin. Anschließend arbeitete er auch als Kaufmann. Nach einer graphischen Ausbildung wechselte Kuhnert zum Theater, wo er als Bühnenbildner Verwendung fand. 
Abgesehen von einer einzelnen Arbeit für das Kino im Jahre 1930 wandte sich Kuhnert erst vier Jahre darauf endgültig dem Film zu. Er übersiedelte nach München und stattete vor allem die Heimatfilme des Produzenten Peter Ostermayr aus. Ab 1940 entwarf er die Kulissen für die Kernfirmen des Dritten Reichs UFA, Tobis, Berlin-Film sowie Münchens Bavaria. Nach Kriegsende fand Kuhnert zunächst schwer Anschluss an das Filmgeschäft. Er gründete als Filmkaufmann seine eigene Firma, die HKM-Film G.m.b.H., und entwarf ab 1952 auch wieder Filmbauten, zunächst für einige in der Bundesrepublik gedrehte US-Produktionen. Seine Hauptarbeitgeber der nächsten zehn Jahre waren die (West-)Berliner Produktionsfirmen Artur Brauners und Kurt Ulrichs. 
1963, nach seiner Arbeit an einem Dr. Mabuse-Film, zog sich Kuhnert von der Kinofilmarbeit zurück. Kuhnert, der Wohnsitze in Berlin und Oberbayern besaß, hatte ein Kind.

## Filmografie (Kinofilme)
| - 1919: Eine junge Dame aus guter Familie - 1930: Ein Mädel von der Reeperbahn - 1934: Ferien vom ich - 1935: Die Heilige und ihr Narr - 1935: Der Klosterjäger - 1936: Heißes Blut - 1936: Schloß Vogelöd - 1936: Standschütze Bruggler - 1936: Der Jäger von Fall - 1937: Das schöne Fräulein Schragg - 1937: Das Schweigen im Walde - 1937: Gewitter im Mai - 1938: Frau Sixta - 1938: Der Edelweißkönig - 1939: Die kluge Schwiegermutter - 1939: Das Ekel - 1939: Waldrausch - 1940: Beates Flitterwoche - 1940: Links der Isar – rechts der Spree - 1940: Die Rothschilds - 1940: Das leichte Mädchen - 1940: Die keusche Geliebte - 1941: Menschen im Sturm - 1942: Die Sache mit Styx - 1942: Geliebte Welt - 1942: Lache Bajazzo - 1943: Tolle Nacht - 1943: Leichtes Blut - 1943: Um 9 Uhr kommt Harald - 1944: Meine Herren Söhne - 1944/48: Intimitäten - 1945: Frühlingsmelodie (unvollendet) - 1948: Das verlorene Gesicht - 1950: Glück aus Ohio - 1950: Kronjuwelen - 1952: Ein Mann auf dem Drahtseil - 1953: Salto Mortale - 1953: Das unsichtbare Netz (Night People) | - 1953: Rummelplatz der Liebe (The Carnival Story) - 1954: Unternehmen Edelweiß - 1954: An jedem Finger zehn - 1954: Phantom des großen Zeltes - 1955: Das fröhliche Dorf - 1955: Ein Herz bleibt allein - 1955: Liebe ist ja nur ein Märchen - 1955: Die Drei von der Tankstelle - 1955: Charleys Tante - 1955: Der fröhliche Wanderer - 1956: Schwarzwaldmelodie - 1956: Was die Schwalbe sang - 1956: Das Sonntagskind - 1956: Spion für Deutschland - 1956: Die Christel von der Post - 1956: Der schräge Otto - 1957: Banktresor 713 - 1957: Vater sein dagegen sehr - 1957: Frühling in Berlin - 1957: Der Fuchs von Paris - 1958: Zwei Herzen im Mai - 1958: Hoppla, jetzt kommt Eddie - 1958: Schwarzwälder Kirsch - 1958: Peter Voß, der Millionendieb - 1959: Liebe, Luft und lauter Lügen - 1959: Und noch frech dazu - 1960: Heldinnen - 1960: Der letzte Zeuge - 1960: Willy, der Privatdetektiv - 1960: An einem Freitag um halb zwölf… - 1961: Ach Egon! - 1961: Blond muß man sein auf Capri - 1961: Heute geh’n wir bummeln - 1962: Kohlhiesels Töchter - 1962: Sein bester Freund - 1963: Scotland Yard jagt Dr. Mabuse |